# 314040 Tavannes
314040 Tavannes este un asteroid din centura principală de asteroizi.

## Descriere
314040 Tavannes este un asteroid din centura principală de asteroizi. A fost descoperit pe 4 ianuarie 2005 la Vicques de Michel Ory. Asteroidul prezintă o orbită caracterizată de o semiaxă mare de 2,32 ua, o excentricitate de 0,08 și o înclinație de 4,4° în raport cu ecliptica.